# サミュエル・チャット
サミュエル・デイヴィッド・ベネディクト・チャット（Samuel David Benedict Chatto, 1996年7月28日 - ）は、ダニエル・チャットとレディ・セーラ・チャットの1人目の男子である。祖父母はアンソニー・アームストロング＝ジョーンズとマーガレット王女で、弟はアーサー・チャット。イギリス王位継承順位では29番目に当たる。
| 上位 サラ・チャット | イギリス王位継承順位 継承順位第29位 他の英連邦王国の王位継承権も同様 | 下位 アーサー・チャット |

| スタブアイコン | サブスタブ | この項目は、まだ閲覧者の調べものの参照としては役立たない、人物に関連した書きかけの項目です。この項目を加筆・訂正などしてくださる協力者を求めています（P:人物伝/PJ:人物伝）。 |